# Прапор Ягідного (Куп'янський район)
Пра́пор Я́гідного — один з офіційних символів села Ягідне, Куп'янський район Харківської області, затверджений рішенням сесії Ягідненської сільської ради.

## Опис прапора
Квадратне полотнище з вміщеними на ньому кольорами і фігурами малого герба.